# Recerca i innovació a la Unió Europea
La Recerca i innovació a la Unió Europea són considerats per la Comissió Europea com un mitjà per crear ocupació.

## Programa Marc de Recerca i Desenvolupament
La Unió Europea (UE) produeix bona part dels coneixements mundials, però es troba endarrerida davant Amèrica del Nord i Japó, pel que fa a la comercialització d'aquests coneixements. Per això la UE va incrementar la despesa en recerca, perquè el 2010, arribés al 3% del PIB de la unió. Sobre aquest punt el Comissari Europeu de Recerca, Innovació i Ciència, Janez Potocnik, presumia que no s'aconseguiria aquest objectiu perquè fins al 2005 no s'havien fet veritables esforços.
La UE redacta de tant en tant els "Programes Marc" de Recerca. Així des de 2007 i fins al 2013 es troba en marxa el VII Programa Marc de Recerca i Desenvolupament (FP7).

## Medi ambient
Amb fons de la UE es financen investigacions sobre la fusió nuclear, alternativa a la fissió nuclear a través del projecte ITER el reactor es construirà a Cadarache (França).
D'altra banda, els premis europeus a l'energia solar són un guardó, atorgat anualment per la Unió Europea, qué premia les iniciatives a favor de la conservació del medi ambient i el suport de l'energia solar. El premi és concedit en diverses categories atenent a les diferents iniciatives, bé siguin particulars o socials.